# Стручковая фасоль
Стручко́вая фасо́ль (французская фасоль) — недозрелые молодые плоды фасоли обыкновенной (Phaseolus vulgaris), незрелые или молодые стручки стручковой фасоли огненно-красной (Phaseolus coccineus), стручковой фасоли (Vigna unguiculata subsp. Sesquipedalis) и гиацинтовой фасоли (Lablab purpureus) используются аналогичным образом, которые употребляются в пищу. Длина стручков и их цвет могут различаться в зависимости от сорта. Часто поступают в продажу в замороженном или консервированном виде. Способы приготовления разнообразны — тушение, варка, жарка. Из-за высокого содержания лектинов потреблять сырую фасоль следует в умеренном количестве.
Основные производители стручковой фасоли — Китай (более 70 % мирового производства), Индонезия, Турция, Индия. По объёмам экспорта лидирует Кения. В Евросоюзе лидирующее положение занимают Франция и страны Бенилюкса. Стручки фасоли входят в состав многих блюд бельгийской кухни.

## Использование в кулинарии
Стручковая фасоль — продукт универсальный, хорошо сочетающийся с овощами (баклажаны, брокколи, картофель, кукуруза, помидор, репчатый лук, сладкий перец, цукини, чеснок), грибами, крупами (булгур, гречневая крупа, киноа, рис), мясом, рыбой, морепродуктами.
Заправлять стручки зеленой фасоли можно лимонным соком и соевым соусом. Сочетается продукт с нежирными сливками. Лучший вариант специй — сушеные ароматные травы, например, прованские.
Вкус приготовленной стручковой фасоли выраженный бобовый, в свежем виде стручки сладковатые, водянистые и имеют специфический привкус, сравнимый с травой.
Самые распространенные способы приготовления: варка, обжаривание и тушение.

### Варка
Для отваривания стручковую фасоль закладывают в кипящую подсоленную воду и держат ее на плите при активном кипении 5 минут, после чего воду сливают и помещают фасоль в холодную воду (можно добавить лед), что позволяет сохранить цвет стручков и их хрустящую структуру.

### Обжаривание
Для обжаривания лучше всего подходит молодая стручковая фасоль. Предварительно ее отваривают, затем отправляют на раскаленную сковороду с маслом. До готовности стручки доходят за 10 минут, что необходимо учитывать при закладке других ингредиентов, которые также должны успеть дойти до готовности.

### Тушение
Для тушения нет необходимости заранее отваривать стручковую фасоль. Ее обжаривают до полуготовности, затем заливают соусом (чаще всего на основе сливок или томатов), а затем на умеренном огне доводят до готовности (приблизительно 20 минут).
|  |  |  |  |  |  |

## Сроки хранения
Срок хранения стручковой фасоли в стеклянной таре — 3 года, в металлической таре — 2 года со дня выработки.
В американской кухне стручковую фасоль традиционно заготавливают впрок, нанизывая её на нитку и высушивая, а затем варят или тушат, получая блюдо Фасоль Шаки.